# Barygenys
Barygenys é um gênero de anfíbios da família Microhylidae.
As seguintes espécies são reconhecidas:
- Barygenys apodasta Kraus, 2013
- Barygenys atra (Günther, 1896)
- Barygenys cheesmanae Parker, 1936
- Barygenys exsul Zweifel, 1963
- Barygenys flavigularis Zweifel, 1972
- Barygenys maculata Menzies and Tyler, 1977
- Barygenys nana Zweifel, 1972
- Barygenys parvula Zweifel, 1981
- Barygenys resima Kraus, 2013